# Paynesville (Missouri)
Paynesville és una població dels Estats Units a l'estat de Missouri. Segons el cens del 2000 tenia 91 habitants.

## Demografia
Segons el cens del 2000, Paynesville tenia 91 habitants, 33 habitatges, i 25 famílies. La densitat de població era de 135,1 habitants per km².
Dels 33 habitatges en un 36,4% hi vivien nens de menys de 18 anys, en un 48,5% hi vivien parelles casades, en un 15,2% dones solteres, i en un 24,2% no eren unitats familiars. En el 24,2% dels habitatges hi vivien persones soles el 15,2% de les quals corresponia a persones de 65 anys o més que vivien soles. El nombre mitjà de persones vivint en cada habitatge era de 2,76 i el nombre mitjà de persones que vivien en cada família era de 3,2.
Per edats la població es repartia de la següent manera: un 26,4% tenia menys de 18 anys, un 8,8% entre 18 i 24, un 28,6% entre 25 i 44, un 20,9% de 45 a 60 i un 15,4% 65 anys o més.
L'edat mediana era de 37 anys. Per cada 100 dones de 18 o més anys hi havia 103 homes.
La renda mediana per habitatge era de 25.625 $ i la renda mediana per família de 30.000 $. Els homes tenien una renda mediana de 21.875 $ mentre que les dones 18.125 $. La renda per capita de la població era d'11.783 $. Entorn del 9,1% de les famílies i el 14,3% de la població estaven per davall del llindar de pobresa.

## Poblacions més properes
El següent diagrama mostra les poblacions més properes.